# .aero
.aero — загальний домен верхнього рівня для авіатранспортних компаній.
Однак для його реєстрації треба мати спеціальний документ, що підтверджує приналежність до авіації (клуб авіабудівників, авіакомпанія, тощо).